# Приступачност
Приступачност је особина дизајна производа, уређаја, услуга или окружења, тако да га могу употребљавати особе с инвалидитетом. Замисао приступачног дизајна и пракса приступачног развоја омогућава особама с инвалидитетом било непосредан приступ (без помоћних технологија) било посредан приступ, који се огледа у облику спојивости с помоћном технологијом (на пример, с читачима рачунарског екрана).
Може се посматрати као могућност приступа неком систему или ентитету и коришћење од њега. Иако се замисао усредсређује на омогућавање приступа особама с инвалидитетом или омогућавање приступа употребом помоћне технологије, истраживање и развој приступачности користе свим конзументима.
Разликује се од употребљивости, што представља степен у којем одређени корисници могу употребљавати производ (попут уређаја, услуге или окружења) за постизање одређених циљева са ефективношћу, делотворношћу и задовољством у одређеном контексту употребе.
Уско је повезана с универзалним дизајнирањем, процесом стварања производа које могу употребљавати људи с различитим способностима и у различитим ситуација. Циљ универзалног дизајнирања јесте приступачност производима за све људе (без обзира на то имају ли инвалидитет или не).